# Radio Zet (Polsko)
Radio Zet (dříve také Radio Gazeta) je polská soukromá rozhlasová stanice zaměřená na hudbu. Patří do mediální skupiny Eurozet. Byla založena 28. září 1990.

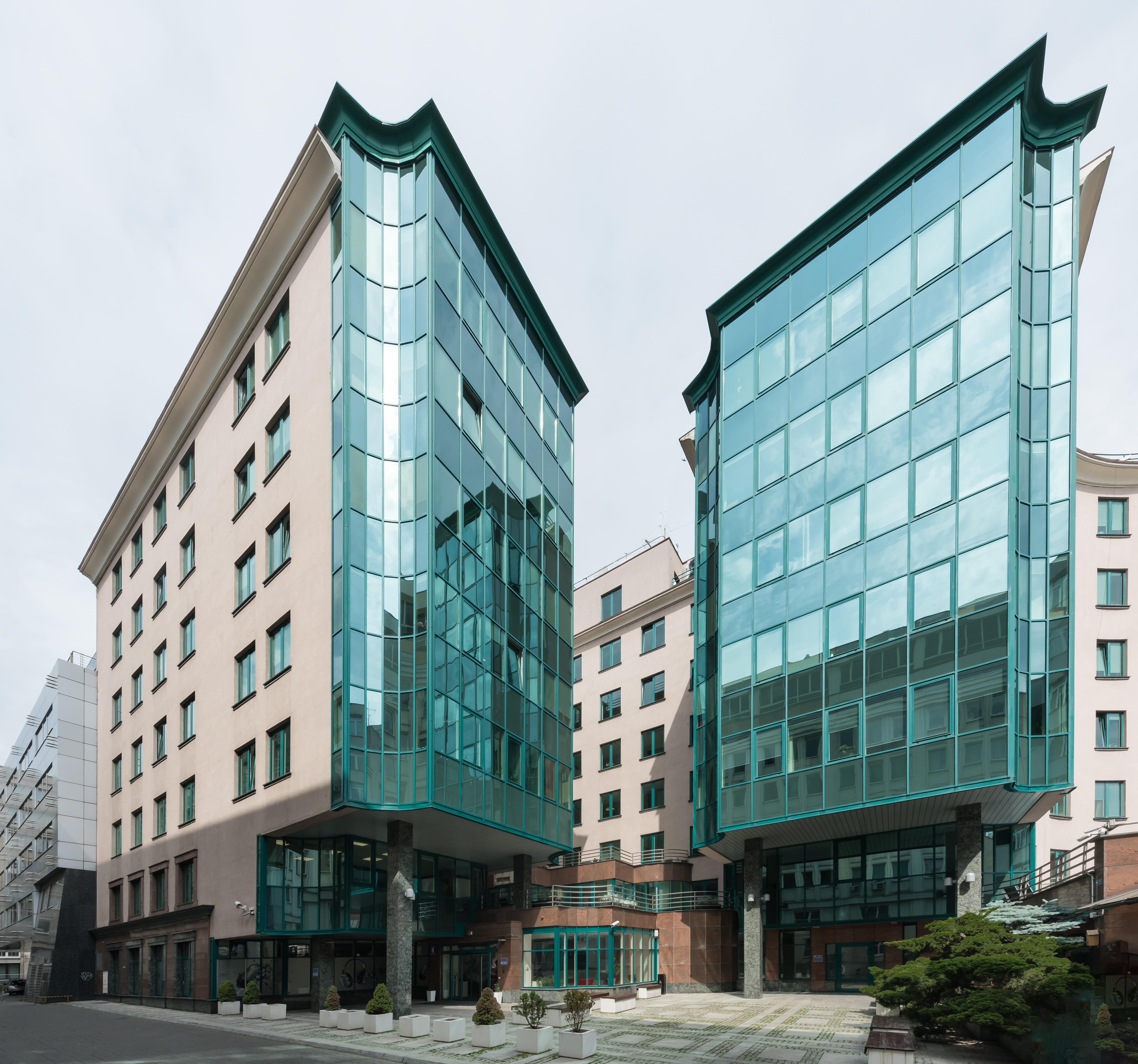
rozhlasové velitelství, ul. Żurawia 8, Varšava

## Historie
Rádio, tehdy nazývané „Radio Gazeta”, poprvé vysílalo 28. září 1990 ve finanční spolupráci s deníkem Gazeta Wyborcza. V době svého spuštění šlo o druhou soukromou stanici ve Varšavě a zároveň první komerční.  Vůbec první program Rádia moderoval Rafał Korsak. Vysílač umístěný v nejvyšším patře hotelu Marriott v noci přenášel programy stanice RFI ve francouzštině, zatímco během dne rádio nabízelo také služby a reklamy v cizích jazycích.
Během volební kampaně v roce 1990 zakladatelé změnili název stanice na Radio Zet, aby si uchovali politickou nezávislost. Logo stanice navrhl Leszek Wilk, vítěz otevřené soutěže na návrh loga.
Od poloviny roku 2001 sídlí Rádio Zet v kancelářské budově na ulici Żurawia 8. První vysílací frekvence stanice byla 67 MHz v pásmu VHF. Na začátku roku 1994 začala stanice vysílat z Krakova do celého Polska.
Od roku 2009 nabízí Radio Zet na svých webových stránkách hudební kanály, které byly v následujících letech opakovaně rozšířeny. V říjnu 2019 stanice spustila novou verzi internetového přehrávače, která umožňuje poslech živého vysílání i záznamů vybraných pořadů online.

## Poslechovost

### Celé Polsko
Podle studie Radio Track, provedené společností Millward Brown SMG/KRC, dosáhl podíl poslechovosti Radia Zet ve věkové skupině 15–75 let v období od října do prosince 2024 hodnoty 14,5 %, což stanici zajistilo druhé místo na polském rozhlasovém trhu (po RMF FM).

### Míra poslechu v jednotlivých polských městech
• Varšava: 16,9 %
• Krakov: 7,1 %
• Lodž: 16,1 %
• Poznaň: 8 %
• Gdaňsk, Gdyně a Sopoty (tzv. Trojměstí, polsky Trójmiasto): 12,9 %
• Vratislav: 7,3 %
• Toruň: 10,6 %

## Umístění vysílacích stanic
Polské názvy některých měst. Na základě zdrojového materiálu
Biała Podlaska – 105,4 MHz
Białogard/Sławoborze – 104,2 MHz
Białystok/Krynice – 107,3 MHz
Bieszczady/Góra Jawor – 103,1 MHz
Bydgoszcz/Trzeciewiec – 95,6 MHz
Częstochowa/Wręczyca – 103,4 MHz
Dęblin/Ryki – 91,6 MHz
Gdaňsk/Chwaszczyno – 105,0 MHz
Giżycko/Miłki – 104,0 MHz
Gorzów Wielkopolski (Janice) – 99,6 MHz
Gryfice – 92,9 MHz
Hrubieszów/Białopole – 104,6 MHz
Iława/Kisielice – 98,7 MHz
Jelenia Góra/Łysa Góra – 104,2 MHz
Kalisz/Mikstat – 104,4 MHz
Katowice/RTCN Kosztowy – 102,8 MHz
Kędzierzyn-Koźle – 97,7 MHz
Kielce/Święty Krzyż/Radom – 105,3 MHz
Kluczbork – 107,4 MHz
Kladsko/Czarna Góra – 103,8 MHz
Konin/Żółwieniec – 107,1 MHz
Koszalin/Gołogóra – 105,3 MHz
Koszalin/Góra Chełmska – 88,7 MHz
Krakov/Chorągwica – 104,1 MHz
Krynica-Zdrój/Góra Parkowa – 95,8 MHz
Leżajsk – 95,0 MHz
Lębork/Skórowo – 96,6 MHz
Lubań/Nowa Karczma – 89,4 MHz
Lublin/Piaski – 107,0 MHz
Lodž – 92,6 MHz
Nysa – 98,6 MHz
Olsztyn (Pieczewo) – 105,7 MHz
Opole – 92,2 MHz
Ostrołęka/Ławy – 102,8 MHz
Piła/Rusinowo – 97,9 MHz
Płock/Rachocin – 97,3 MHz
Mosina koło Poznania – 97,0 MHz
Poznaň (Piątkowo) – 104,7 MHz
Przemyśl/Tatarska Góra – 107,9 MHz
Przysucha/Kozłowiec – 102,9 MHz
Rzeszów (Baranówka) – 89,9 MHz
Rzeszów/Sucha Góra – 107,4 MHz
Siedlce/Łosice – 105,4 MHz
Słupsk – 92,1 MHz
Suwałki/Krzemianucha – 101,4 MHz
Szczawnica/Góra Przehyba – 97,8 MHz
Szczecin/Kołowo – 95,2 MHz
Świnoujście – 91,8 MHz
Tarnów/Lichwin – 107,8 MHz
Varšava/Palác Kultury a vědy – 107,5 MHz
Vratislav/Ślęża – 93,6 MHz
Wałbrzych/Góra Chełmiec – 97,2 MHz
Wągrowiec – 88,0 MHz
Wisła/Góra Skrzyczne – 95,7 MHz
Włodawa – 92,1 MHz
Wyszków – 107,5 MHz
Zabrze/Komin EC Zabrze – 92,6 MHz
Zakopane/Gubałówka – 106,3 MHz
Zamość/Feliksówka – 100,7 MHz
Zielona Góra/Wilkanów – 107,0 MHz
Zielona Góra/Jemiołów – 88,3 MHz
Żagań-Wichów – 97,5 MHz